# Hyphoraia infernalis
Hyphoraia infernalis là một loài bướm đêm thuộc phân họ Arctiinae, họ Erebidae.